# 355 a. C.
El año 355 a. C. fue un año del calendario romano prejuliano. En el Imperio romano se conocía como el Año del Consulado de Pético y Poplícola (o menos frecuentemente, año 399 Ab urbe condita).

## Acontecimientos
- Filipo II de Macedonia inicia sus campañas con la conquista de la ciudad de Crenidas, rebautizándola como Filipos.

## Nacimientos
- Dicearco de Mesina, filósofo y geógrafo mesenio (m. 285 a. C.)
- Pitón, noble macedonio (m. 314 a. C.)

## Fallecimientos
- Calistrato de Afidna

- Datos: Q83424